# Coupe des nations de rink hockey 2011
Navigation
Coupe des nations 2009 Coupe des nations 2013
La Coupe des nations de rink hockey 2011 est la 64e édition de la compétition. La coupe se déroule du 20 avril au 24 avril 2011, à Montreux.
Le Portugal remporte le trophée pour la seconde fois consécutive.

## Déroulement
La compétition est désormais organisé sur cinq jours contre quatre auparavant. Le budget en hausse se porte alors à 200 000 francs subventionnées par la commune, le canton et Montreux Tourisme. 
La compétition est divisée en deux phases.
La phase de qualification dure les trois premiers jours du tournoi. Durant cette phase, les 8 équipes sont réparties dans deux groupes. Dans chaque groupe, chaque équipe se rencontre une fois, afin d'établir un classement par groupe. Les deux premières équipes de chaque groupe sont qualifiés pour les demi-finales. Les deux équipes les moins bien placées s'affrontent dans un tournoi pour établir le classement final.
La phase finale s'étale sur les deux derniers jours. La première équipe de chaque groupe rencontre, lors d'une demi-finale, la seconde équipe de l'autre groupe. Les équipes vainqueurs de leur demi-finale s'affrontent en finale. Les équipes perdant la demi-finale jouent un match pour la troisième place. L'équipe classée troisième du groupe rencontre, lors d'un match de classement, le quatrième de l'autre groupe. Les équipes qui sortent vainqueurs de ce matchs de classement s'affrontent le dernier jour pour la 5e place; les équipes perdants jouent un match pour la 7e place.

## Équipes
À cinq mois du championnat du monde A 2011 à San Juan, la Coupe des nations est une occasion privilégiée pour se préparer à cette compétition. Ainsi, six sélections (parmi les meilleures au monde actuellement) qui se retrouveront en septembre à San Juan ont répondu favorablement à l'invitation de l'organisation suisse.
Les huit équipes engagées sont donc :
- Allemagne
- Angola
- Argentine
- Espagne
- France
- Macao
- Montreux HC
- Portugal

## Phase de poule

### Première journée:20avril2011
| Entraîneur :   |
| Fabien Savreux |

| Entraîneur :        |
| Dulce Atraca Lisboa |

| Entraîneur :   |
| Fabien Savreux |

| Entraîneur :        |
| Dulce Atraca Lisboa |

| Groupe B            | Argentine                                                                   | 7-5   | Angola                                        |                                                 |                                                 |
| 20 avril 2011 19h00 | Paulo Emanuel Garcia Solar (3) Esteban Avalos (2) Lucas Facundo Ordonez (2) | (5-2) | Joao Vieira (3) Andre Centeno Humberto Mendes | Arbitrage : Alessandro Da Prato Jullien Nicolle | Arbitrage : Alessandro Da Prato Jullien Nicolle |
| 20 avril 2011 19h00 | Rapport                                                                     |       |                                               | Arbitrage : Alessandro Da Prato Jullien Nicolle | Arbitrage : Alessandro Da Prato Jullien Nicolle |

Modèle:Effec
| Entraîneur : |
| Rui Neto     |

| Entraîneur : |
| Sven Steup   |

| Entraîneur : |
| Rui Neto     |

| Entraîneur : |
| Sven Steup   |

| Entraîneur :   |
| Carles Feriche |

| Entraîneur :    |
| Steve Mercanton |

| Entraîneur :   |
| Carles Feriche |

| Entraîneur :    |
| Steve Mercanton |

### Deuxième journée:21avril2011
| Entraîneur :   |
| Fabien Savreux |

| Entraîneur : |
| Miguel Riera |

| Entraîneur :   |
| Fabien Savreux |

| Entraîneur : |
| Miguel Riera |

| Entraîneur :    |
| José Martinazzo |

| Entraîneur :        |
| Dulce Atraca Lisboa |

| Entraîneur :    |
| José Martinazzo |

| Entraîneur :        |
| Dulce Atraca Lisboa |

| Entraîneur : |
| Rui Neto     |

| Entraîneur :    |
| Steve Mercanton |

| Entraîneur : |
| Rui Neto     |

| Entraîneur :    |
| Steve Mercanton |

| Entraîneur :   |
| Carles Feriche |

| Entraîneur : |
| Sven Steup   |

| Entraîneur :   |
| Carles Feriche |

| Entraîneur : |
| Sven Steup   |

### Troisième journée:22avril2011
| Entraîneur : |
| Miguel Riera |

| Entraîneur :        |
| Dulce Atraca Lisboa |

| Entraîneur : |
| Miguel Riera |

| Entraîneur :        |
| Dulce Atraca Lisboa |

| Entraîneur : |
| Sven Steup   |

| Entraîneur :    |
| Steve Mercanton |

| Entraîneur : |
| Sven Steup   |

| Entraîneur :    |
| Steve Mercanton |

| Entraîneur :   |
| Carles Feriche |

| Entraîneur : |
| Rui Neto     |

| Entraîneur :   |
| Carles Feriche |

| Entraîneur : |
| Rui Neto     |

| Entraîneur :    |
| José Martinazzo |

| Entraîneur :   |
| Fabien Savreux |

| Entraîneur :    |
| José Martinazzo |

| Entraîneur :   |
| Fabien Savreux |

### Classement

#### Groupe A
| Rang | Équipe      | Pts | J | G | N | P | Bp | Bc | Diff |
| ---- | ----------- | --- | - | - | - | - | -- | -- | ---- |
| 1    | Portugal    | 9   | 3 | 3 | 0 | 0 | 19 | 3  | +16  |
| 2    | Espagne     | 6   | 3 | 2 | 0 | 1 | 14 | 6  | +8   |
| 3    | Montreux HC | 3   | 3 | 1 | 0 | 2 | 8  | 15 | -7   |
| 4    | Allemagne   | 0   | 3 | 0 | 0 | 3 | 4  | 21 | -17  |

#### Groupe B
| Rang | Équipe    | Pts | J | G | N | P | Bp | Bc | Diff |
| ---- | --------- | --- | - | - | - | - | -- | -- | ---- |
| 1    | Argentine | 9   | 3 | 3 | 0 | 0 | 39 | 9  | +30  |
| 2    | Angola    | 4   | 3 | 1 | 1 | 1 | 39 | 14 | +25  |
| 3    | France    | 4   | 3 | 1 | 1 | 1 | 27 | 9  | +18  |
| 4    | Macao     | 0   | 3 | 0 | 0 | 3 | 6  | 79 | -73  |

## Phase finale

### Tableau final
|  | Demi-finales  | Demi-finales  |                        |   | Finale        | Finale        |
|  | Demi-finales  | Demi-finales  |                        |   | Finale        | Finale        |
|  |               |               |                        |   |               |               |
|  | 23 avril 2011 | 23 avril 2011 |                        |   | 24 avril 2011 | 24 avril 2011 |
|  | 23 avril 2011 | 23 avril 2011 |                        |   | 24 avril 2011 | 24 avril 2011 |
|  | Portugal      | 6             |                        |   | 24 avril 2011 | 24 avril 2011 |
|  | Portugal      | 6             |                        |   | 24 avril 2011 | 24 avril 2011 |
|  | Angola        | 2             |                        |   | 24 avril 2011 | 24 avril 2011 |
|  | Angola        | 2             | Portugal               | 2 |               |               |
|  | 23 avril 2011 |               | Portugal               | 2 |               |               |
|  |               | Espagne       | 1                      |   |               |               |
|  | Espagne       | Espagne       | 1                      | 2 |               |               |
|  | Espagne       |               |                        | 2 |               |               |
|  | Argentine     | 1             |                        |   |               |               |
|  | Argentine     | 1             | Match pour la 3e place |   |               |               |
|  |               |               |                        |   |               |               |
|  | 24 avril 2011 |               |                        |   |               |               |
|  |               |               |                        |   |               |               |
|  | Angola        | 4             |                        |   |               |               |
|  | Angola        | 4             |                        |   |               |               |
|  | Argentine     | 5             |                        |   |               |               |
|  | Argentine     | 5             |                        |   |               |               |

### Matchs de classement
|  | Match de classement | Match de classement |                        |    | Match pour la 5e place | Match pour la 5e place |
|  | Match de classement | Match de classement |                        |    | Match pour la 5e place | Match pour la 5e place |
|  |                     |                     |                        |    |                        |                        |
|  | 23 avril 2011       | 23 avril 2011       |                        |    | 24 avril 2011          | 24 avril 2011          |
|  | 23 avril 2011       | 23 avril 2011       |                        |    | 24 avril 2011          | 24 avril 2011          |
|  | Allemagne           | 1                   |                        |    | 24 avril 2011          | 24 avril 2011          |
|  | Allemagne           | 1                   |                        |    | 24 avril 2011          | 24 avril 2011          |
|  | France              | 2                   |                        |    | 24 avril 2011          | 24 avril 2011          |
|  | France              | 2                   | France                 | 1  |                        |                        |
|  | 23 avril 2011       |                     | France                 | 1  |                        |                        |
|  |                     | Montreux HC         | 0                      |    |                        |                        |
|  | Montreux HC         | Montreux HC         | 0                      | 11 |                        |                        |
|  | Montreux HC         |                     |                        | 11 |                        |                        |
|  | Macao               | 0                   |                        |    |                        |                        |
|  | Macao               | 0                   | Match pour la 7e place |    |                        |                        |
|  |                     |                     |                        |    |                        |                        |
|  | 24 avril 2011       |                     |                        |    |                        |                        |
|  |                     |                     |                        |    |                        |                        |
|  | Allemagne           | 12                  |                        |    |                        |                        |
|  | Allemagne           | 12                  |                        |    |                        |                        |
|  | Macao               | 2                   |                        |    |                        |                        |
|  | Macao               | 2                   |                        |    |                        |                        |

## Classement final
| Pl. | Équipe      |
| --- | ----------- |
| 1   | Portugal    |
| 2   | Espagne     |
| 3   | Argentine   |
| 4   | Angola      |
| 5   | France      |
| 6   | Montreux HC |
| 7   | Allemagne   |
| 8   | Macao       |

## Classement des buteurs
| Pl. | Nom                        | Équipe    | Buts |
| --- | -------------------------- | --------- | ---- |
| 1   | João Vieira                | Angola    | 18   |
| 2   | Federico Mendez            | Suisse    | 10   |
| -   | Lucas Ordoñez              | Argentine | 10   |
| 4   | Esteban Avalos             | Argentine | 9    |
| 5   | Emanuel Paulo Garcia Solar | Argentine | 8    |
| -   | Humberto Mendes            | Angola    | 8    |

## Prix individuels
Prix du plus jeune joueur

Offert par les vétérans du MHC

Matti Thibaut, Montreux HC, né en 1992
Prix du meilleur gardien

Offert par la Famille Piemontesi

Ricardo Silva, Portugal
Prix du meilleur buteur

Offert par le Montreux HC

Joao Vieira, Angola
Prix du meilleur joueur

Offert par les familles Iff et Vaucher

Ricardo Oliveira, Portugal
Prix de la bonne tenue

Mémorial Henry Cuvit offert par la famille Giovanna

Equipe du Montreux HC
Prix du fair-play

Offert par la Famille Monney

Equipe d'Allemagne
Prix spécial

en mémoire d'Eric Girard, arbitre international

Aux arbitres internationaux du tournoi